# Johann Anton Logy
Johann Anton Logy (Schloss Stecken, 1650 – Praga, 1721) è stato un liutista e compositore ceco.
Fu uno dei maggiori liutisti del XVII secolo, già alla sua epoca comunemente noto come virtuoso. Infatti E.G. Baron nel suo libro Untersuchung des Instruments der Lauten, pubblicato nel 1727, cita in tal modo Logy: "Il Conte boemo Logy, famosissimo per il suo eccezionale virtuosismo e le sue numerose doti spirituali"
Logy nacque nel 1650 a Schloss Stecken, presso Strakonitz, nella Boemia meridionale. I suoi avi erano originari di Piuro presso Chiavenna, allora sotto autorità grigione, dove portavano il nome di "Losy de Losys". Il padre di Logy si trasferì in Boemia, dove ottenne il titolo di Conte nel 1655.
Logy era già durante la sua vita molto noto come virtuoso di liuto. Sylvius Leopold Weiss gli dedicò una delle sue migliori opere: "Tombeau sur la mort du comte Logy".
Morì a Praga nel 1721. Di Logy ci sono pervenute anche le "Composizioni per Chitarra", conservate tutt'oggi in un libro di intavolature, nella biblioteca dell'Università di Praga.